# Boreout-Syndrom
Als Boreout-Syndrom (von englisch boredom ‚Langeweile‘) bzw. Ausgelangweilt-Sein wird ein Zustand ausgesprochener Unterforderung im Arbeitsleben bezeichnet, der bislang eher in den Medien als im wissenschaftlichen Bereich unter dem Aspekt eines Krankheitsbildes diskutiert wird. Boreout wird als paralleles Gegenstück des Burnout-Syndroms charakterisiert, das selbst im Burnout münden kann.
Der Begriff Boreout wurde von Peter Werder und Philippe Rothlin kreiert, definiert und in ihrem 2007 erschienenen Buch Diagnose Boreout zum ersten Mal einer breiten Öffentlichkeit präsentiert.

## Symptome
Als Symptome des Boreout-Syndroms werden vom Frankfurter Psychotherapeuten Wolfgang Merkle ähnliche wie die des Burnout-Syndroms genannt. Zu ihnen gehören Niedergeschlagenheit, Depressionen, Antriebs- und Schlaflosigkeit, aber auch Tinnitus, Infektionsanfälligkeit, Magenbeschwerden, Kopfschmerzen und Schwindelgefühle.
In ihrer soziologischen Analyse geht die Wiener Soziologin Elisabeth Prammer davon aus, dass Betroffene sich beim Auftreten der Symptomatik einer Handlungsstrategie unterwerfen, die eine Negativspirale provoziert. Bei der Charakterisierung des Phänomens zeigten sich Hinweise auf die Verkettung von Verhaltensweisen, Exithemmungen (siehe unten), innerer Kündigung, Tabuisierung und Kommunikationshemmungen, in die sich die Betroffenen selbst nur schwer einordnen könnten:

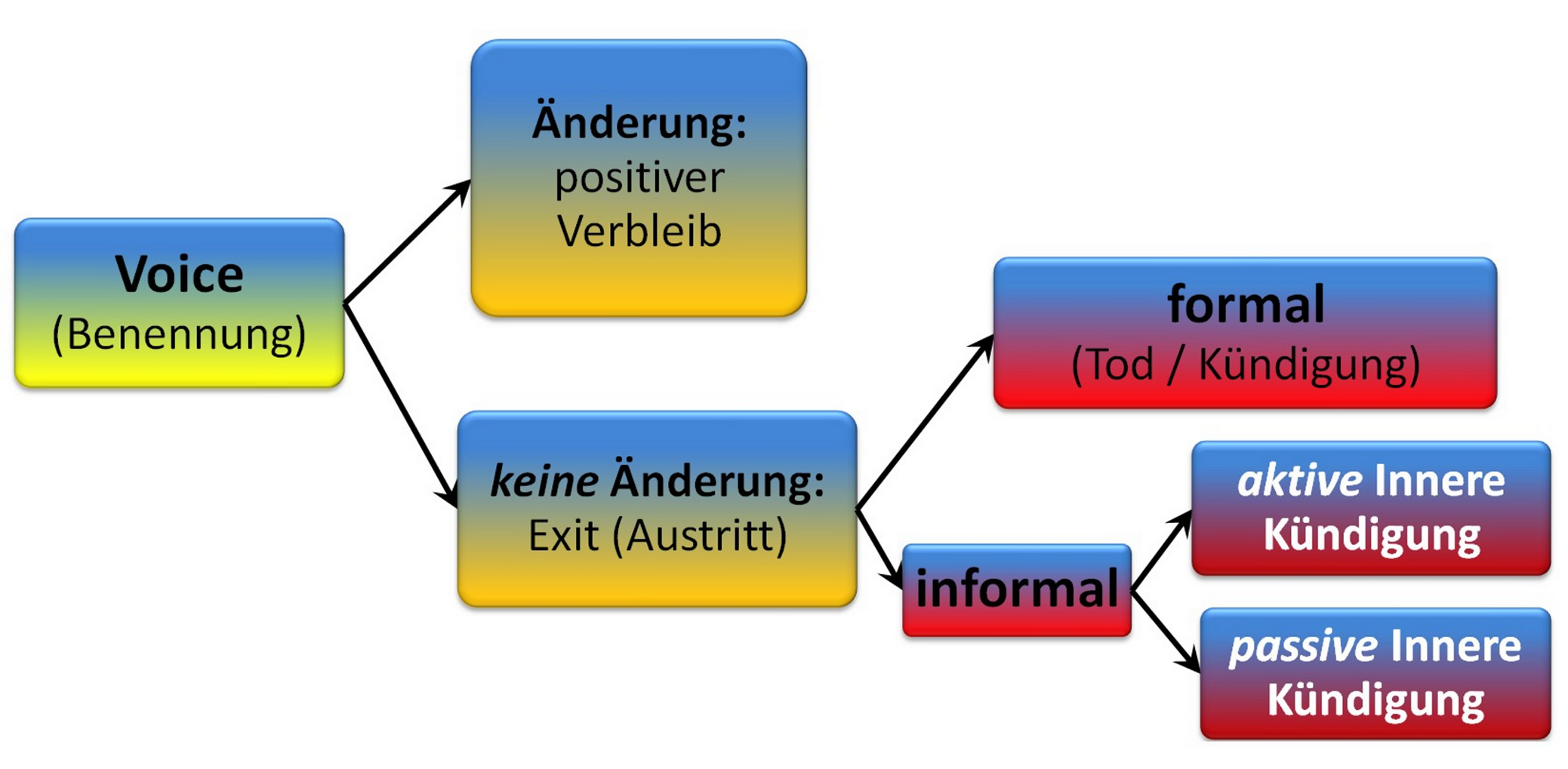
Copingstrategien bei Unterforderung von Arbeitnehmern nach Prammer

Aus Angst, sich durch Engagement an den langweiligen Arbeitsplatz zu binden, würde dieses unterlassen. Weil sie Hemmungen hätten, den Arbeitsplatz zu verlassen, blieben Betroffene jedoch im Betrieb und begäben sich stattdessen in die innere Kündigung. Die Auseinandersetzung mit und das Aushalten der unbefriedigenden Situation führe zu weiterem Stress, der lähmend wirke und belaste.
Betroffene hätten das Gefühl, das Leben ziehe an ihnen vorbei. Aus dem Gefühl der Ohnmacht, das der Langeweile gegenübersteht, wenn sie nicht bekämpft werden kann, entstünden Symptome einer Erschöpfungsdepression, wie sie Merkle (siehe oben) beschreibt.
Eine Interviewpartnerin bei Prammers qualitativer Sozialforschung beschreibt das Entstehen von Schlafstörungen: die Unterforderung ermüde sie, sodass sie am Feierabend schläfrig sei. Schliefe sie jedoch, könne sie nachts nicht schlafen und wäre morgens unausgeschlafen.
Das Gefühl, inhaltlich nicht gefordert zu sein, äußere sich bei den Betroffenen als angstvoller Zustand, zu wissen, dass jemand anderes etwas macht, was auch sie könnten. Indem sie ihre Situation selbst als negativ empfänden, grenzten sie sich vom Selbstbild, ein „fauler Mitarbeiter“ zu sein, ab: „Faule Mitarbeiter“ nähmen im Gegensatz zu ihnen die Unterforderung hin und akzeptierten Gehalt und Privilegien als Entschädigung. Problematisch sei für sie ihr im Grunde hohes Verpflichtungsgefühl, Leistung zu erbringen.

## Charakterisierung der Betroffenen
In ihrer Forschungsarbeit hat Prammer folgende Merkmale bei den Interviewpartnern beobachtet, aus denen sich eine Disposition zur Entstehung eines Boreout-Syndroms ergibt: 
- Mut, auch in autoritären oder hierarchischen Systemen Kritik zu äußern und entgegenzunehmen sowie die Konsequenzen in Kauf zu nehmen. Betroffene wollen dadurch Innovation, Vision und Kombination hervorrufen.[14]
- Wunsch, zu begeistern und zu motivieren sowie eigene Lösungen zu entwerfen und gegebenenfalls in Unbekanntes vorzupreschen (Pioniergeist). Ein hohes Arbeitsethos ist die Grundlage des Wunsches, den Arbeitsauftrag zu erfüllen und für die Gesellschaft etwas beizutragen.[15]
- Große Leistungsorientierung und -fähigkeit. Alltägliches wird als Option gesehen, Leistung voranzutreiben.[15]
- Ehrgeiz, der im Streben nach Effizienz ausgelebt wird und dazu führt, dass Arbeitsschritte rationalisiert werden. Eine Neigung zu Überengagement ergibt eine zusätzliche Disposition zum Boreout.[15]
- Starke Orientierung an Werten hält davon ab, „sich zu verbiegen“. Wenn der Betroffene sich in seiner Tätigkeit mit dem Unternehmen nicht identifizieren kann, lehnt er sie ab.[15]
- Arbeit in einer Organisation, die Macht ausübt, wird abgelehnt. Respekt vor anderen muss immer wieder erarbeitet werden und ist nicht durch Funktion oder Stellung in der Hierarchie naturgegeben. Weder politische Zugehörigkeit oder Herkunft, sondern ausschließlich Leistung ist relevant. Hierarchie wird in ihrer Funktion akzeptiert, Effizienz und Organisation zu verbessern. Fehler können im Arbeitsalltag passieren und müssen nicht versteckt werden.[15]
- Die Sozialisation geschah in einer Zeit mit hoher Anforderung an Flexibilität, woraus gelernt wurde, mit Unsicherheiten umzugehen. Eigene Grenzen dessen, was man ertragen kann, sind bekannt, wobei Betroffene sich hohen Ansprüchen der Gesellschaft ausgesetzt sehen.[16]
- Die Arbeitsbedingungen sind Betroffenen wichtig (Work-Life-Balance).[16]
- Arbeitslosigkeit oder langzeitige Arbeitssuche ist als stark negative Erfahrung bekannt.[16]
- Wegen des Geschlechts sehen sich Betroffene direkt oder potenziell (am Arbeitsmarkt) diskriminiert.[16]
- Fachfremde Tätigkeiten werden aus mangelnder Fähigkeit sich abzugrenzen übernommen.[16]
- Es besteht Angst, sich aus Versehen mit der unbefriedigenden Situation abzufinden, und gleichzeitig das Gefühl, aus Loyalität an das Unternehmen „gefesselt“ zu sein.[16]
- Die Bereitschaft ist da, um die Arbeit zu kämpfen.[16]
- Aufgrund von Expertentum und angeeignetem Spezialwissen besteht geringe Flexibilität am Arbeitsmarkt, was in der Regel zu einer vollständigen Neuorientierung als Lösungsweg führt.[17]

## Ursachen
Prammer beschreibt einen komplexen Mechanismus, der zur Entstehung eines Boreout führen kann: Dabei bestimmt in der heutigen Gesellschaft Erwerbsarbeit auch die Selbstdefinition. Der moderne Arbeitnehmer sei darauf trainiert, jeden Moment des beruflichen und privaten Lebens zur Leistung zu nutzen, kenne keinen Leerlauf und dürfe diesen auch gar nicht kennen. Während Stress und Überlastung kommuniziert würden und technische Möglichkeiten durch die Verkürzung von Kommunikationswegen diesen Effekt noch verstärkten, entstünde bei Nichtleistung ein subjektives Gefühl der Leere. Leerlauf gelte nicht mehr als „Muße“, sondern als Produktionsverlust, der negativ empfunden wird. Dabei gelte als wertvolles Mitglied der Gesellschaft eines, das seinen Beitrag leistet. Die Anforderung zur Leistungserfüllung und die zunehmenden technischen Möglichkeiten, die Arbeiten verkürzen, könnten in Verbindung mit unveränderten Arbeitsstrukturen (geringer technischer Einsatz, gleichbleibende Arbeitskonzepte) für arbeitswillige Arbeitnehmer zu einer widersprüchlichen Situation führen, die zum Boreout führe:
Je mehr er leiste, desto mehr Leerlauf könne er dabei feststellen. Der Umgang damit könne darin bestehen, dass er entweder darauf hinweise oder – wenn dies nicht zum Erfolg führe – den Betrieb verlasse: formell (durch Austritt oder Tod) oder informell, durch aktiv ausagierte oder passive innere Kündigung.
Als zentrale Ursache für die Entstehung dieses Mechanismus nennt Prammer eine mangelnde Übereinstimmung der Person mit dem Arbeitsplatz („Person-Job-Mismatch“), wobei immer eine qualitative Unterforderung, die sich wiederum aus verschiedenen Gründen zusammensetzen könne, den Tenor bilde.:
- Ein immobiler Arbeitsmarkt drängt Menschen aus Angst vor Erwerbslosigkeit in die falschen Berufe
- Stereotype Behandlung von Mitarbeitern führt dazu, dass diese zu qualifikationsfremden Tätigkeiten herangezogen werden, die auch ihren Interessen nicht entsprechen
- Mangelnde Selbstverantwortung der Betroffenen bei der Berufswahl

### Zeitwahrnehmung
Relevant sei nach Prammer dabei vor allem auch das Konzept der „Zeit“: Da die Möglichkeit, Zeit zu nutzen, vom Ort und der Situation abhängt, in der ein Mensch sich befindet, wird fortschreitendes Alter zum Problem, wenn ein Arbeitnehmer das Gefühl hat, seine Zeit (immer sinnloser) in seinen Arbeitgeber investiert zu haben, die nun verloren ist.
Im Gegensatz zum Burnout-Syndrom entstehe ein Boreout durch unterforderungsbedingten Stress, sagt Merkle entsprechend. Der sogenannte „Unterstress“ entstehe durch zu wenige und falsche Aufgaben am Arbeitsplatz. Außerdem spiele die Diskrepanz zwischen Fähigkeiten und Anforderungen eine weitere Rolle bei der Entstehung von Stress.
Prammer stellt dazu fest, dass ein Problem starre Arbeitszeitkonstrukte sind: Wer seine Arbeit nicht in der vereinbarten Zeit erledige, schaffe Überstunden, die finanziert werden müssten. Wer sie dagegen in kürzerer Zeit erledige – und so eigentlich mehr leiste –, produziere Leerlauf. So würde nicht Leistung, sondern Zeit bezahlt, die besonders leistungsfähigen Arbeitnehmern – subjektiv empfunden – verloren ginge. Dennoch bliebe der Arbeitnehmer gezwungen, die Zeit anders zu nutzen, als er sie (auch im Hinblick auf die Unternehmensziele, seine Kompetenz und Qualifikation) gerne nutzen möchte, was das Gefühl quälender Langeweile, auch bei mengenmäßiger Arbeitsauslastung entstehen lässt (Prammer [9]). Der Kontrast dazu wäre das konstruktive Erleben eines Flows, bei dem ein Mensch selbstvergessen in seiner Aufgabe aufgeht.

### Vortäuschung von Auslastung
Wer seine mangelnde Auslastung ansprechen wolle, ginge dabei das Risiko ein, mit Arbeit eingedeckt zu werden, die ihm keinen Spaß macht (Boreoutparadoxon nach Rothlin/Werder), oder dass sein Arbeitsplatz eingespart wird – weshalb er zu Strategien greifen könne, Auslastung vorzutäuschen, und dennoch seine Situation als aussichtslos empfindet.
Auch Merkle sagte in einem Interview mit der Frankfurter Allgemeinen Zeitung am 27. April 2010, dass der Stress auch durch Vortäuschen eifriger Arbeit entstehen könne, da Betroffene ihre Unterforderung bei der Arbeit nicht zeigen wollten. Allerdings, so Merkle, könne der Stress auch durch äußere Einflüsse hervorgerufen werden, wie etwa durch Mobbing.
Laut einem Report der Bundesanstalt für Arbeitsschutz und Arbeitsmedizin fühlen sich 13 Prozent der abhängig Beschäftigten in Deutschland fachlich und fünf Prozent mengenmäßig im Job unterfordert.

### Exithemmung
Nach Prammer gibt es sogenannte „Selbststarter“, die den Weg des Exit (Austritt aus dem Unternehmen) wählen und in der Lage sind, bei Unterforderung sehr schnell den Arbeitsplatz zu wechseln. Allerdings könnten Handlungskosten („Transaktionskosten“) unzufriedene Mitarbeiter auch davon abhalten, diesen Schritt zu wagen. Darunter fällt nach der Soziologin der Wunsch, dass die bereits in den Arbeitgeber investierte Zeit nicht umsonst gewesen sein soll, der Hoffnung auf eine Besserung wachhält; auch aus Angst, dass der Zeitpunkt zu gehen bereits verpasst wurde. Tatsächlich müssten für die Orientierung am Arbeitsmarkt, eine Neubewerbung und einen Arbeitsplatzwechsel – wie auch bei anschließender Arbeitslosigkeit – Zeit, Energie und Finanzmittel aufgebracht werden. Hinzu kommt Angst vor dem Verlust des Status sowie eine Reduktion des Gehaltes – und somit der eigenen finanziellen Ressourcen, die mit der Höhe des bereits verdienten Gehaltes ansteige, so Prammer.
Das Risiko von Auswirkungen auf das soziale Umfeld sowie den Lebensstandard sei hoch, weshalb viele Betroffene in ihrem Job verblieben. Weitere Faktoren wie Alter, Geschlecht, Arbeitsmarktlage und Verfügbarkeit von Alternativen erschwerten einen Ausstieg zusätzlich. Um diese Situation zu kompensieren, würde oft die Energie in die Freizeit verschoben und in der Arbeitszeit nur noch Zeit abgesessen; womit das Problem nicht gelöst sei, denn langfristig würde eine Demotivation aus der Arbeit in die Freizeit verschoben. Wer keinen formalen Exit wähle, würde immer den informellen als Ausweg suchen.

## Diagnose
Nach Prammer sei die Tabuisierung im sozialen Umfeld wie auch im Betrieb eines der zentralen Probleme beim Umgang mit dem Boreout-Syndrom. Eine Rezession könne aus wirtschaftlichen Gründen zum Verbleib im Betrieb zwingen (siehe oben). Die gesamte Entwicklung ziehe noch eine komplexere Problematik nach sich, weil im Leerlaufzustand (in Form von Arbeitslosigkeit) eine tatsächliche Dequalifizierung (einem Zustand von ungenügender Nutzung von Qualifikation, die auch zu deren Entwertung führen kann) von Arbeitnehmern stattfände, welche die Mobilität am Arbeitsmarkt weiter einschränkt. Der Einsatz von extrinsischen Motivatoren wie Geld oder Status sei dabei eher Boreout-begünstigend, weil die grundsätzliche Situation eher gefestigt wird, ohne das Problem zu verändern.
Die Unterforderung sei hauptsächlich eine qualitative, die durch Mehrarbeit kurzzeitig überdeckt werden könne, sodass die Betroffenen dies selbst erst gar nicht erkennen. „Allgemein wird Unterforderung als fehlendes Gebrauchtsein, ein sich unnötig fühlen, beschrieben. Die Betroffenen fühlen sich dumm, abgewertet und kritisieren, dass ihre fachlichen Kompetenzen nicht gebraucht werden“, so Prammer. Weil keine inhaltliche Auseinandersetzung mit den Aufgaben stattfinde, fühlten sich die Betroffenen leer und letztlich selbst sinnlos.
Aufgrund der Ähnlichkeit der Symptome zwischen Burnout und Boreout sei eine Diagnose schwierig, so Merkle. Der Welt sagte er im Jahr 2012, dass Burnout etwa dreimal häufiger diagnostiziert würde als Boreout. Dass Betroffene häufig eine Überforderung vortäuschten, erschwere die Diagnose zusätzlich.
Prammer hebt hervor, dass Werder und Rothlin (siehe oben) zwingend die Kombination von
- Desinteresse
- Unterforderung
- Langeweile

bei gleichzeitiger Anstrengung, dies zu verstecken, zur Voraussetzung für die Diagnose Boreout machen.
Boreout werde, nach Merkle, meist erst spät diagnostiziert. Viele Betroffene suchten einen Psychologen mit den Symptomen des Burnout-Syndroms auf. Erst im Laufe einer Therapie könne es vorkommen, dass das soziale Gefüge dieser Symptome erfasst und ein Boreout diagnostiziert werden könne.

### Auswirkungen auf den Betrieb
Nach Prammer kann Boreout verschiedene Auswirkungen auch für die Unternehmen haben, in denen Betroffene beschäftigt werden:
- Ein Verbleib unzufriedener Mitarbeiter, die jedoch nicht arbeiten, weil sie innerlich gekündigt hätten, schaffe dem Unternehmen Kosten.
- Sofern Mitarbeiter aktiv innerlich kündigen, können sie durch ihr Verhalten, das sie zeigen, um den Arbeitsvertrag psychisch wieder stimmig zu gestalten, den Betrieb schädigen.
- Die Qualifikation des Mitarbeiters wird nicht erkannt (das Unternehmen kann sein Potenzial nicht nutzen).
- Der qualifizierte Mitarbeiter wechselt den Arbeitsplatz (und nimmt seine Erfahrungen mit), was auch ganze Wirtschaftsstandorte gefährden kann.
- Solange eine Rezession andauert, verbleibt der betroffene Mitarbeiter im Betrieb und verlässt bei passender Gelegenheit das Unternehmen. Innerbetrieblich entsteht eine Verteilungsproblematik der Arbeitsaufträge.
- Tabuisierung führt dazu, dass die real vorhandenen Probleme unerkannt bleiben.
- Ganze Generationen von Mitarbeitern sind verloren (weil sie keine Möglichkeit haben, ihr Potenzial voll einzubringen).

### Auswirkungen auf den Betroffenen
Neben den körperlichen Symptomen (siehe oben) könne nach Prammer eine Disposition zu einer Überlastung entstehen: Wenn einer Phase der Unterforderung eine Phase mit hoher Anforderung folgt, könnten die Betroffenen versuchen, sich selbst zu beweisen, dass sie ein hohes Arbeitspensum bewältigen können. Sofern der Boreout bereits zu einer Dequalifizierung führte, könne dies aber bedeuten, dass sie ihre vorherige Leistungsfähigkeit nicht mehr erreichen und sich selbst überfordern.

## Häufigkeit
Merkle berichtet, dass der Bekanntheitsgrad des Boreout-Syndroms deshalb so gering sei, weil jeder Mensch lieber an einer sozial angesehenen Störung leide:

„Das hat damit zu tun, dass jeder lieber Störungen hat, die sozial angesehen sind. Jemand, der erzählt: ‚Ich habe so viel zu tun, mein Gott, mir kracht die Bude zusammen vor Arbeit‘, ist sehr viel angesehener als jemand, der sagt, er langweilt sich, hat keine Aufgaben, und das macht ihn fertig. Da sagt doch jeder: ‚Mit dir möchte ich tauschen, das ist ja super!‘“

Laut Merkle seien Frauen anfälliger für Boreout als Männer, obwohl Männer insgesamt anfälliger für Stressphänomene seien. Ein Großteil der Betroffenen arbeitet, Merkles Meinung nach, in der Verwaltung. Es seien auch Arbeitnehmer in der Dienstleistungsbranche häufig von Boreout betroffen. Ein Selbständiger hingegen habe selten ein Boreout.
Hilfestellung bei der Identifikation des Zustandes könne für die Betroffenen die Schaffung einer Charakterisierung und eines Handlungsverlaufes bieten, der es erst ermöglicht, Ursache und Wirkung aufzuarbeiten, stellt Prammer fest, und begründet damit ihre Forschungsarbeit.

## Therapie
Bei Boreout sollen nach Angaben Merkles eine einfache Psychotherapie bzw. psychotherapeutische Gespräche, aber auch autogenes Training, Musik-, Kunst- bzw. Körpertherapie, Qigong und Atemtherapie helfen. Allerdings könne auch ein Aufenthalt in einer Klinik erforderlich sein, meint Merkle.
Prammer stellt dazu fest, dass eine Hilfe auch aus einem Coaching bestehen kann, das vorübergehend stabilisierend wirke und den Druck zum Ausstieg aus dem Unternehmen mindern könne. Gleichzeitig helfe es, über den Boreout nachzudenken und letztlich doch Wege zum Ausstieg zu finden. Die Begrifflichkeit des Boreout sei bislang zu unklar, wobei jemand, der Burnout wegen Unterforderung (also Boreout) habe, anders behandelt werden müsse als jemand, der Burnout aus Überforderung habe.
Jedoch sieht sie auch Veränderungsbedarf auf gesellschaftlicher Ebene und hält die Schaffung des Begriffs durch Werder und Rothlin für einen großen Beitrag für die notwendige Diskussion. Als vorbeugende Maßnahmen für Betriebe benennt sie die
- Notwendigkeit, Übereinstimmung zwischen Person und Arbeitsauftrag (bzw. Vermeidung des sog. „Person-Job-Mismatch“) herzustellen
- Evaluierung von Stellenbeschreibungen, Anforderungsprofilen und Mitarbeiterfähigkeiten
- Evaluation von Mitarbeiteraustrittsgesprächen
- Schaffung von Ansprechpartnern in den Personalabteilungen, zur Benennung von Unterforderung (Voice)
- Einführung einer mitarbeiterorientierten Personalpolitik
- Überprüfung bestehender Allgemeingültigkeiten (bzgl. Hierarchien und Generationenbedürfnissen)
- Sensibilität bei der Stellenausschreibung (um keine höheren Erwartungen aufkommen zu lassen, als gehalten werden können)
- Vermeidung von Einstellungen aus Prestigegründen (in wirtschaftlich guten Zeiten zeigen, dass das Unternehmen es sich leisten kann) oder ohne dass die Bewerber die entsprechende fachliche Qualifikation aufweisen[33]

## Anerkennung
Prammer weist darauf hin, dass die wissenschaftliche Literatur den Begriff eher spärlich verwende, während er bei Internetrecherche vor allem mit dem Thema Arbeit verbunden sei – obwohl er ursprünglich eher aus dem Bereich der Mechanik stammte. Auch bei der Internationalen Arbeitsorganisation (ILO) und Weltgesundheitsorganisation (WHO) sei er bislang nicht verortet. Die Diskussion des Begriffes fände eher als Resonanz auf die o. g. Bucherscheinung von Rothlin und Werder in Zeitungsartikeln, Zeitschriften und Radiobeiträgen statt.
Viele Ärzte und Forscher erkennen das Boreout-Syndrom nicht als eine Krankheit bzw. psychische Störung an, sondern beschreiben das Boreout als „Hoax“ oder „Modeleiden“. Kurt Stapf, Direktor des Psychologischen Instituts an der Universität Tübingen, beschreibt das Boreout ebenfalls als „Wortgeklingel“.
Autor Philippe Rothlin, einer der Verfasser des 2007 erschienenen Werkes Diagnose Boreout, ist hingegen der Meinung, dass Boreout existiere, auch wenn er keinen wissenschaftlichen Beweis liefern könne und lediglich auf ein „Phänomen“ aufmerksam machen wolle.
Das Thema Boreout ist sowohl im Film Office Space von 1999 als auch im Buch Der Hauptstadtflughafen von Matthias Roth aufgegriffen und aus der Sicht eines Betroffenen beschrieben worden.

## Rundfunkberichte
- Anja Gerloff: Tödliche Langeweile (Wissenschaftsdokumentation), 45 Minuten, 3sat, 25. September 2014[36]
- Julia Ruhs und Philipp Potthast: Albtraum Arbeitsplatz – Boreout: Kaputt durch Unterforderung (Dokumentation), 30 Minuten, BR24, 28. Juli 2022[37]